# Paquito Navarro

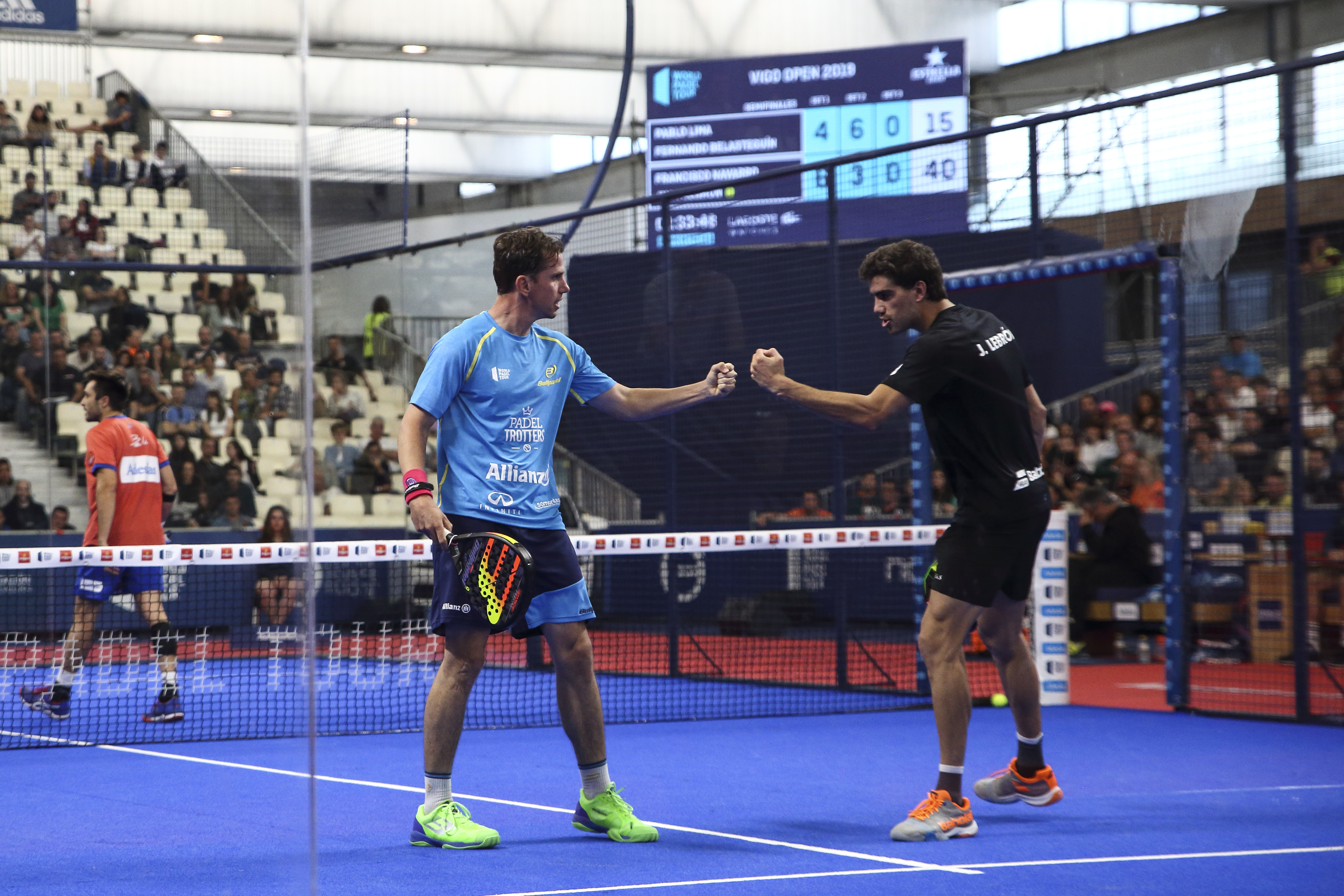
Juan Lebrón und Paquito Navarro bei den Vigo Open der World Padel Tour, 2019

Francisco Jesús „Paquito“ Navarro Compán (* 10. Februar 1989 in Sevilla) ist ein spanischer Padelspieler. Navarro wurde 2019 zusammen mit Juan Lebrón die Nummer 1 der Welt und war damit der erste Spanier, der die Spitze des Padel-Weltcups erreichte.

## Sportliche Laufbahn
Paquito Navarro begann im Alter von fünf Jahren Padel zu spielen. Im Alter von neun Jahren begann er seine ersten Turniere zu spielen. Er wurde mit zehn Jahren zusammen mit Jaime Bergareche Vizeweltmeister in seiner Altersklasse. Mit 14 Jahren und erneut mit 16 Jahren verlor er ebenfalls erst im Finale der jeweiligen Altersklasse.
Im Alter von 20 Jahren trainierte er mit Adrian Allemandi und gewann das Finale der Junioren-Weltmeisterschaft. 2009 wurde er Profi in der World Padel Tour. Er gewann seine erste bedeutende Trophäe als Profispieler, indem er mit Maxi Grabiel das Masters-Finale 2015 gegen das Duo Fernando Belasteguín und Juan Martín Díaz für sich entschied.
Später wurde er mit Matías Díaz Zweiter bei der World Padel Tour, bevor er Partner von Sanyo Gutiérrez wurde, mit dem er fünf Open, zwei Masters und ein Masters-Finale gewann. Nach weiteren Partnerwechseln (Juan Martín Díaz, Pablo Lima und Juan Cruz Belluati) wurde er 2019 zusammen mit Juan Lebrón als erster Spanier die Nummer eins der Welt. Trotz der guten Ergebnisse mit Lebrón wechselte Paquito während der Saison 2021 den Partner und schloss sich mit Martín Di Nenno zusammen. Paquito Navarro spielte anschließend mit Miguel Yanguas und dann mit Juan Tello. Im April 2023 tat er sich mit Federico Chingotto zusammen, mit dem er das Master-Finale 2023 gewinnen konnte.

## Siege

### Weltmeister im Padel
| Nr. | Jahr | Turnier | Gegner      | Ergebnis |
| --- | ---- | ------- | ----------- | -------- |
| 1.  | 2010 | Cancún  | Spanien     | 2:1      |
| 2.  | 2021 | Doha    | Argentinien | 2:0      |

### Siege beim Premier Padel
| Nr. | Jahr | Turnier | Kategorie | Partner         | Gegner                      | Ergebnis |
| --- | ---- | ------- | --------- | --------------- | --------------------------- | -------- |
| 1.  | 2022 | Doha    | Major     | Martín Di Nenno | Juan Lebrón Alejandro Galán | 6:3, 7:6 |